# 車萬合
车万合（？—1626年），字造父，號蓼湘，湖广邵阳县人，明末學者。

## 生平
自幼颖慧，由祖父授读。九岁即获督学董其昌赏识。天启元年（1621年）中式湖广乡试第一名举人，主考缪昌期将其比為曾巩。天啟六年（1626年），缪昌期因東林黨爭身死，车萬合悲憤不食而死。

## 著作
有《京兆外篇》。

## 家族
祖父车大任。